# Pyrenula ravenelii
Pyrenula ravenelii är en lavart som först beskrevs av Edward Tuckerman, och fick sitt nu gällande namn av R. C. Harris. Pyrenula ravenelii ingår i släktet Pyrenula och familjen Pyrenulaceae.   Inga underarter finns listade i Catalogue of Life.